# Supercopa Francesa de Voleibol Masculino de 2005
A Supercopa Francesa de Voleibol Masculino de 2005 foi a 2ª edição do torneio organizado pela Federação Francesa de Voleibol. Ocorreu na cidade de Tours e participaram do torneio as equipes campeãs do Campeonato Francês de 2004-05 e da Copa da França de 2004-05. O Tours Volley-Ball conquistou seu primeiro título da competição ao derrotar o AS Cannes na partida única.

## Regulamento
O torneio foi disputado em partida única.

## Equipes participantes
| Equipe            | Cidade | Qualificação                             | Última participação |
| ----------------- | ------ | ---------------------------------------- | ------------------- |
| Tours Volley-Ball | Tours  | Campeão da Copa da França de 2004-05     | 2004                |
| AS Cannes         | Cannes | Campeão do Campeonato Francês de 2004-05 | Estreante           |

## Resultado
| Data   | Hora |                   | Placar |           | Set 1 | Set 2 | Set 3 | Set 4 | Set 5 | Total | Relatório |
| ------ | ---- | ----------------- | ------ | --------- | ----- | ----- | ----- | ----- | ----- | ----- | --------- |
| 22 mai |      | Tours Volley-Ball | 3–0    | AS Cannes | 26–24 | 25–18 | 25–16 |       |       | 76–58 |           |

## Premiação
| Supercopa da França de 2005           |
| ------------------------------------- |
| Tours Volley-Ball Campeão (1° título) |